# Edifici Ciències (UdG)
L'Edifici Ciències o Facultat de Ciències Experimentals és un edifici de Girona que forma part de l'Inventari del Patrimoni Arquitectònic de Catalunya. És un dels edificis del Campus de Montilivi de la Universitat de Girona.

## Descripció
Facultat que integra, entre d'altres, els graus de física, química, ciències ambientals i biologia de la Universitat de Girona, situada al Campus de Montilivi. El projecte constructiu pretenia donar prioritat al programa i a l'estructura que suporta l'edifici, tot promovent una simplicitat en els espais i sistemes constructius.
L'edifici està format per tres blocs lineals paral·lels a les corbes de nivell i que formen un pati interior que manté el pendent del terreny i que, a més, comunica visualment amb el bosc proper. El pendent del terreny s'endinsa en l'aula magna i en el vestíbul, generant una vinculació entre l'interior i l'exterior. Per a la construcció de l'immoble s'utilitzaren diversos elements que permeten visualitzar cadascuna de les seves parts funcionals. Així, a l'interior s'empraren murs de maó foradat pintat; a l'exterior, el volum de les aules forma un sòcol de dues plantes de formigó vist; les entrades a les aules constitueixen un altre cos fet de pissarra negra; de la mateixa manera, el nucli de comunicació entre l'aulari i els laboratoris també té un aplacat de pissarra negra, com el passadís d'aules interior.